# Zaliznyczne (obwód połtawski)
Zaliznyczne (ukr. Залізничне) – wieś na Ukrainie, w obwodzie połtawskim, w rejonie połtawskim, w hromadzie Połtawa. W 2001 liczyła 806 mieszkańców, spośród których 759 wskazało jako ojczysty język ukraiński, 46 rosyjski, a 1 ormiański.